# 訃報 1990年12月
訃報 1990年12月（ふほう 1990ねん12がつ）では、1990年（平成2年）12月中に物故した、又は物故が報じられた人物についてまとめる。

## （1日 - 15日）
- 12月2日 - アーロン・コープランド、作曲家（* 1900年）
- 12月2日 - 浜口庫之助、作詞家・作曲家（* 1917年）
- 12月5日 - 藤間勘祖 (2世)、舞踏家、藤間流宗家（* 1900年）
- 12月8日 - 土屋文明、歌人（* 1890年）

## （16日 - 31日）

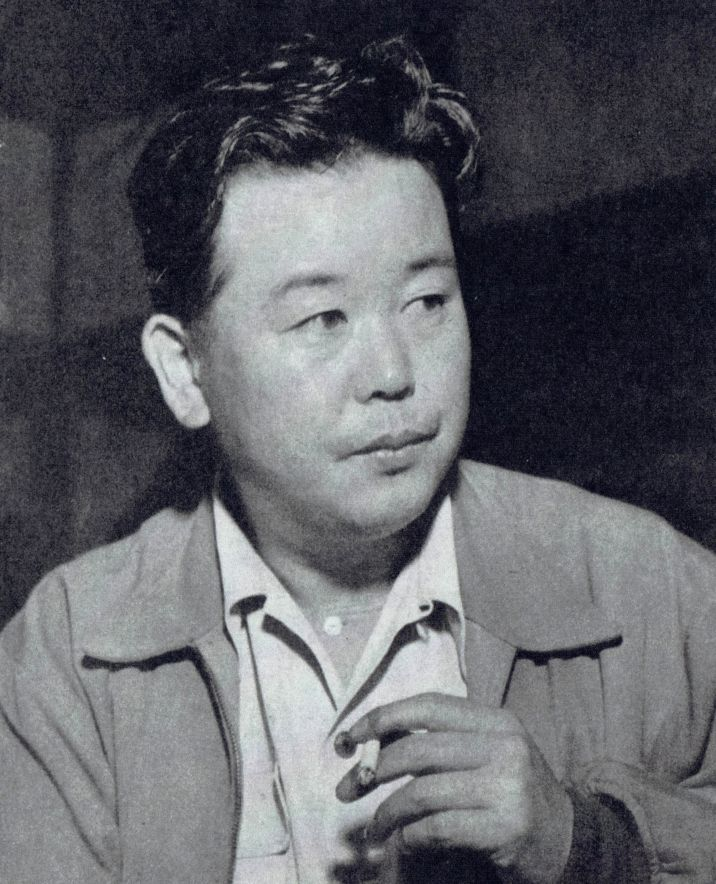
久松静児 / 12月28日没

- 12月18日 - ポール・トルトゥリエ、チェリスト・作曲家・指揮者（* 1914年）
- 12月18日 - 堀田庄三、銀行家（* 1899年）
- 12月18日 - 林忠彦、写真家（* 1918年）
- 12月21日 - マグダ・ユーリン、フィギュアスケート選手（* 1894年）
- 12月27日 - 菊矢吉男、元プロ野球選手【大阪タイガース、朝日軍、ゴールドスター】（* 1915年）
- 12月28日 - 久松静児、映画監督（* 1912年）
- 12月30日 - 山崎唯、ピアニスト・作曲家・声優・タレント（* 1933年）
- 12月31日 - 水島あやめ、脚本家・児童文学作家（* 1903年）
- 12月31日 - 谷口安正、歌手、デューク・エイセスのメンバー（* 1939年）